# Thil (Marna)
Thil è un comune francese di 297 abitanti situato nel dipartimento della Marna nella regione del Grand Est.

## Società

### Evoluzione demografica
Abitanti censiti